# ギヴァティ旅団 (イスラエル国防軍)
第84"ギヴァティ"旅団 (だい84ギヴァティりょだん、英語: 84th Givati Brigade、ヘブライ語: חֲטִיבַת גִּבְעָתִי‎) は、南部方面軍、第162機甲師団に所属するイスラエル国防軍歩兵科の旅団である。
国防軍の中では海兵隊として機能し、水陸両用作戦および偵察作戦を行う。

## 歴史

### 第5"ギヴァティ"旅団
"ギヴァティ旅団"の名称を持つ最初の部隊は、イスラエル独立以前の1947年11月にユダヤ人武装組織ハガナーの野戦科に設置された4つの地域旅団のうち、テルアビブ周辺および南部地域を担当する旅団として編成された。編成時の旅団長はドイツ出身ユダヤ人で、ハガナーの精鋭戦闘部隊パルマッハのドイツ人小隊の指揮官を勤めていたシモン・アヴィダンであった。"ギヴァティ"はパルマッハ時代のシモン・アヴィダンの暗号名であった。
1948年2月の部隊再編時にテルアビブ地域担当としてキルヤティ旅団がギヴァティ旅団から分割される形で新編され、ギヴァティ旅団は南部担当となり、同時に第5旅団の名称を与えられた(キルヤティ旅団は第4旅団となった)。このためギヴァティ旅団は、第一次中東戦争において初期には主に中央地区での戦闘に参加し、キルヤティ旅団分割後は主に南部地区での戦場で活躍した。
この戦争中、第5"ギヴァティ"旅団には第51大隊、第52大隊、第53大隊、第54大隊、第55大隊の五つの大隊があり、さらにキルヤティ旅団の兵士により一時的に編成された第56大隊、元イルグン構成員で編成された第57大隊も編成された。
1956年に第5"ギヴァティ"旅団は予備役扱いとなり、第51"ハボキム・ハリション"大隊は第1"ゴラニ"旅団の指揮下へ移動した。
この後、残った第5ギヴァティ旅団の組織および人員、資産は再編されて第17旅団と改称された後、第三次中東戦争の頃に再度改称され、第5"シャロン"旅団となった。この旅団は現在も中央軍第340"イドン"予備役機甲師団指揮下の予備役歩兵旅団として、後述する現：第84ギヴァティ旅団とは全く別の組織として存続している。

### 第84"ギヴァティ"旅団
現在の第84"ギヴァティ"旅団は、1983年に水陸両用戦闘能力を持つ機械化歩兵部隊として新たに編成された部隊である。部隊のイメージカラーは紫色であり、1986年より式典の際には紫色のベレー帽を公式に着用するようになった。1999年より南部軍の指揮下にて活動している。
現代ではISILとの対テロ作戦やゴラン高原の警備などに投入されている。2019年には、日本国籍を有する女性がギヴァティ旅団の戦闘部隊に医療要員として配属されている事が報じられた。
なお、第84ギヴァティ旅団の偵察大隊に付けられた"シュアレイ・シムション" (サムソンの狐) という呼称は、第一次中東戦争時代の第5ギヴァティ旅団指揮下で活動していた同名の特殊部隊に由来するものである。また、第84ギヴァティ旅団のエンブレムは、剣の両サイドにサボテンが描かれた旧：第5"ギヴァティ"旅団 / 現：第5"シャロン"旅団のエンブレムに、赤色の狐"シュアレイ・シムション"を描き足したものとなっている。

## 編成
- 第84"ギヴァティ"旅団
  - 第424"シャクド"歩兵大隊
  - 第432"ツァバル"歩兵大隊
  - 第435"ロテム"歩兵大隊
  - 第846"シュアレイ・シムション"偵察大隊
    - "ディクラ"対戦車中隊
    - "ドレヴ"戦闘工兵中隊
    - "パルサー・ギヴァティ" (PALSAR Givati) - 偵察中隊。"サイェレット・ギヴァティ" (Sayeret Givati)と呼ばれる事もある。

  - 第845"リモン（ヘブライ語版）"特殊作戦大隊 - 2016年以降、中央軍第98空挺師団、第89"オズ"特殊作戦旅団の指揮下に移動した。
  - "マオル"信号中隊
  - 第906"トメル"歩兵大隊

## 画像

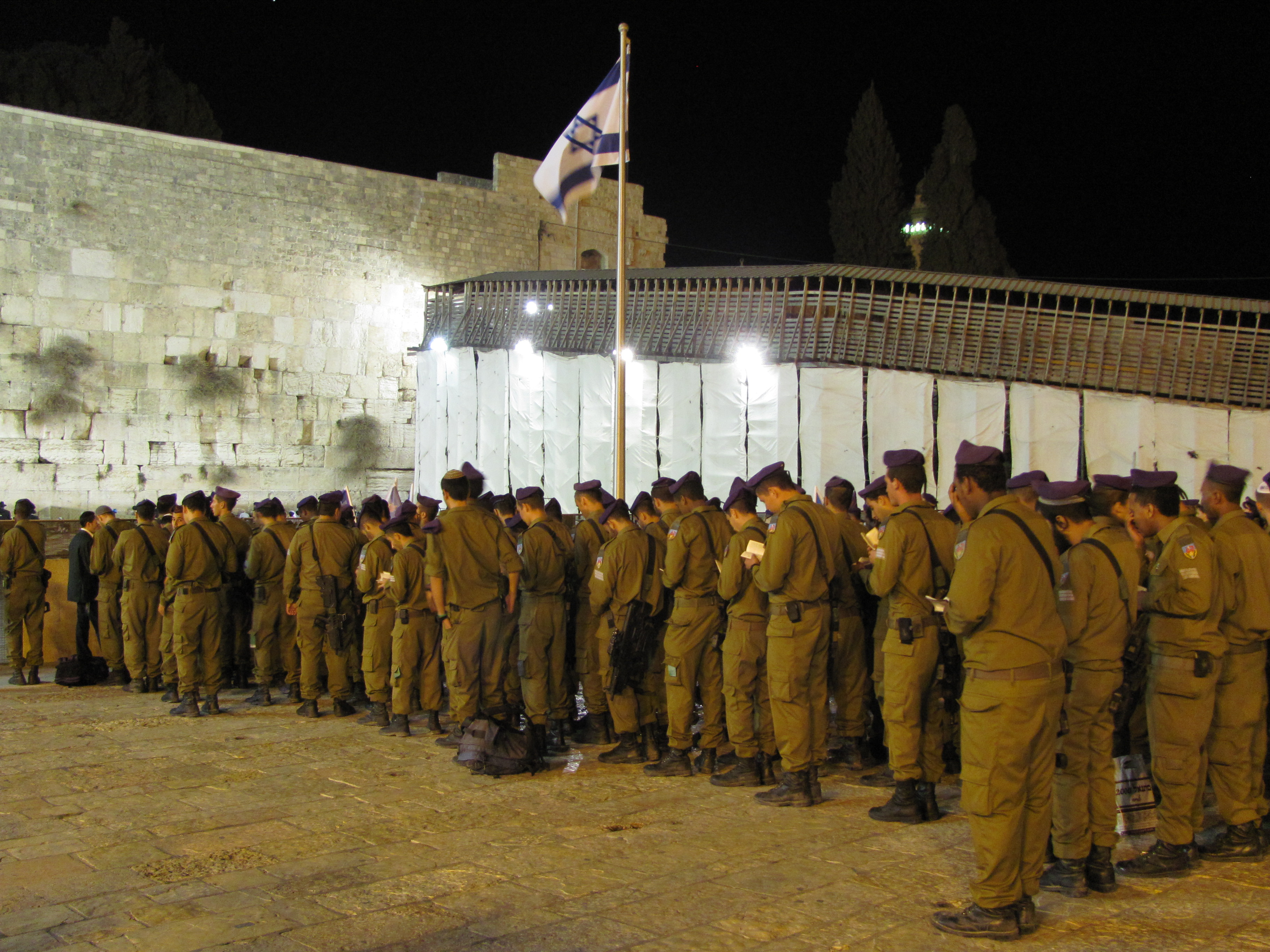
嘆きの壁に祈りを捧げる第84ギヴァティ旅団の兵士。
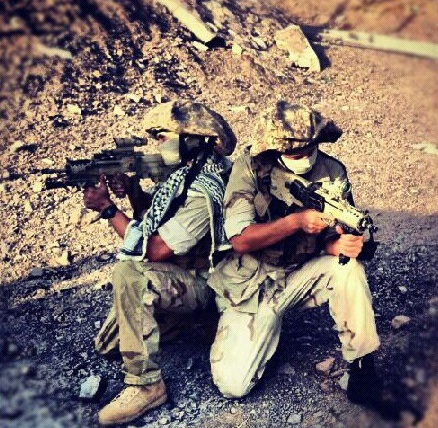
リモン大隊の兵士。
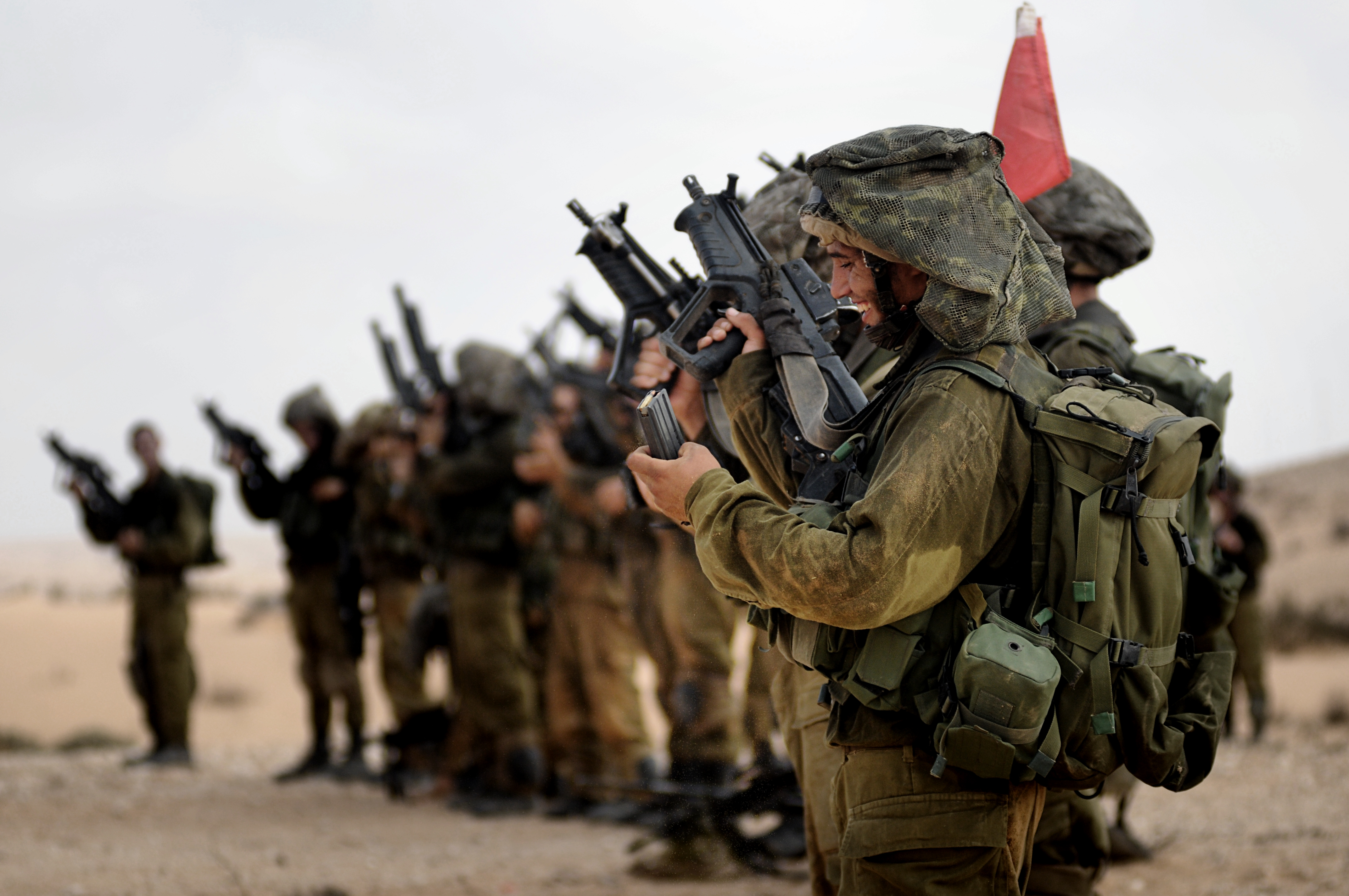
ギヴァティ旅団偵察中隊の兵士。2009年。
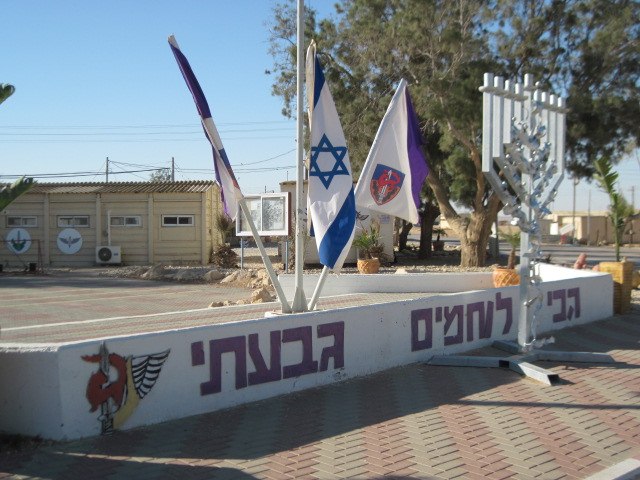
ギヴァティ旅団の訓練キャンプ。紫と白の旗がある。
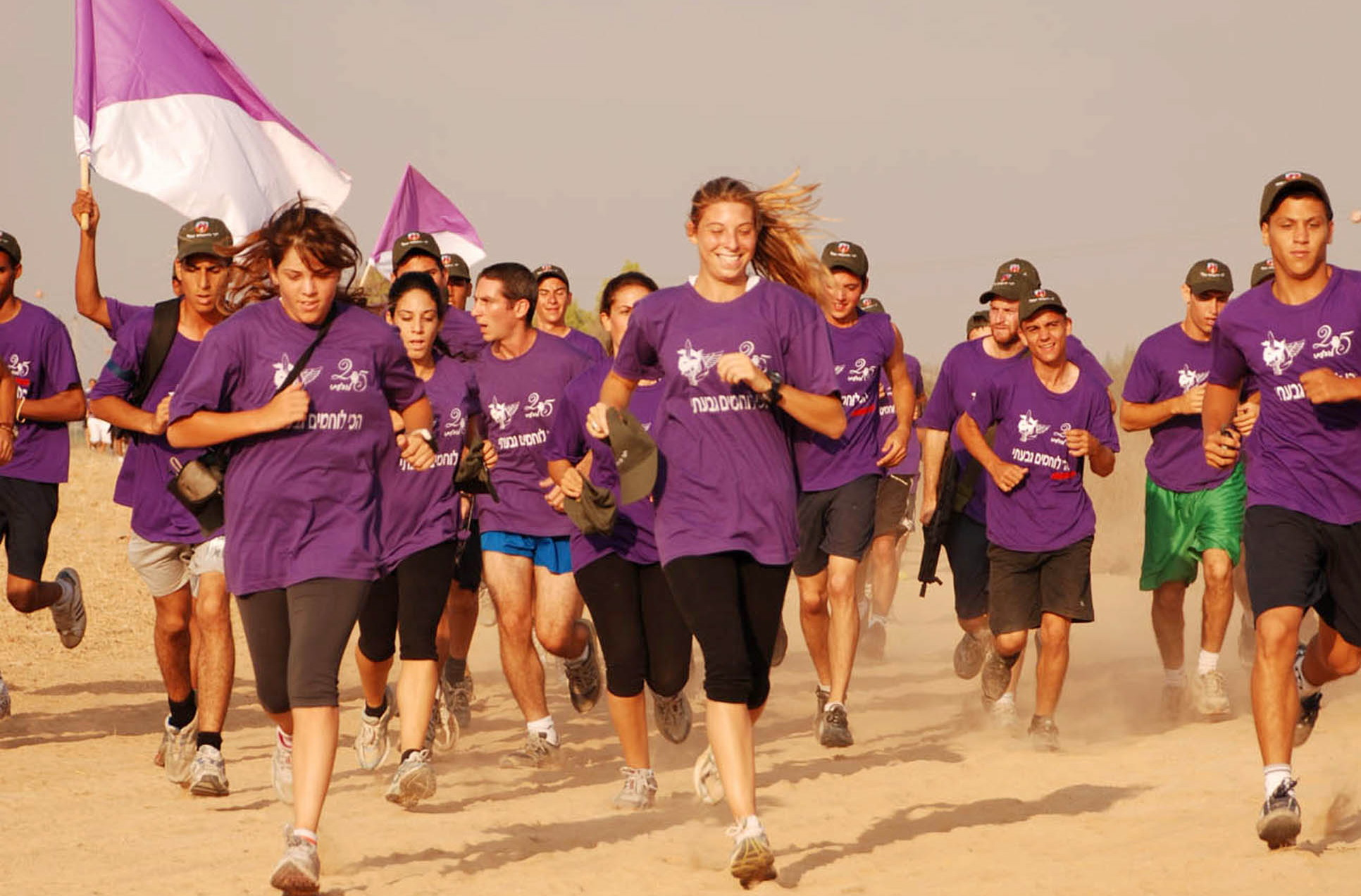
紫色のユニフォームで訓練を行うギヴァティ旅団の兵士。
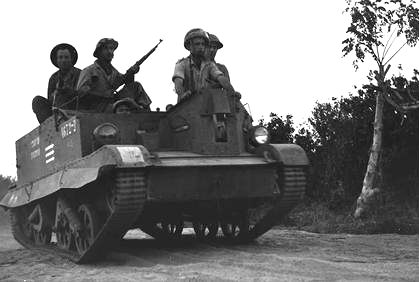
エジプト軍から鹵獲したユニバーサル・キャリアに搭乗する第5"ギヴァティ"旅団の特殊部隊"シュアレイ・シムション"の要員。1948年。